# Луций Сальвидиен Руф Сальвиан
Луций Сальвидиен Руф Сальвиан (лат. Lucius Salvidienus Rufus Salvianus) — римский политический деятель и сенатор середины I века.
С ноября по декабрь 52 года Сальвиан занимал должность консула-суффекта вместе с Фавстом Корнелием Суллой Феликсом. В 60 году он находился на посту легата пропретора провинции Паннония.